# Anton Döbele
Anton Döbele (16 de novembre de 1910 – 11 de novembre de 1943) va ser un as de l'aviació alemany, receptor de la Creu de Cavaller de la Creu de Ferro durant la Segona Guerra Mundial.
Juntament amb Walter Nowotny, Karl Schnörrer (parella de Nowotny des de 1942) i Rudolf Rademacher formaren un equip anomenat Teufelskette ("cadena de diables") o el "Nowotny Schwarm", que durant el transcurs de la guerra assoliren 524 victòries entre tots ells, convertint-se en l'equip de més èxit de la Luftwaffe.
La Creu de Cavaller li va ser atorgada per reconèixer l'extrema valentia al camp de batalla. Anton Döbele va resultar mort quan perseguia un. En el moment de la seva mort havia assolit 94 victòries en 458 missions. El 26 de març va ser promogut a leutnant i condecorat amb la Creu de Cavaller a títol pòstum.

## Condecoracions
Copa d'Honor de la Luftwaffe (13 de setembre de 1943)
 Creu de Ferro de 2a classe
 Creu de Ferro de 1a classe
 Creu Alemanya d'Or - 31 d'agost de 1943 com a Oberfeldwebel al I./Jagdgeschwader 54
 Creu de Cavaller de la Creu de Ferro – 26 de març de 1944 de 1942 com a Oberfeldwebel i pilot del 3./Jagdgeschwader 54
 Passador de Vol Operatiu per pilots de caça